# Ormiscodes crinita
Ormiscodes crinita är en fjärilsart som beskrevs av Blanchard 1852. Ormiscodes crinita ingår i släktet Ormiscodes och familjen påfågelsspinnare. Inga underarter finns listade i Catalogue of Life.